# Taraxacum undulatiflorum
Taraxacum undulatiflorum — вид квіткових рослин з родини айстрових (Asteraceae). Вид зростає в Європі: Чехія, Данія, Фінляндія, Німеччина, Велика Британія, Ірландія, Нідерланди, Польща, Швеція; це багаторічна рослина помірних біомів.
Пари часток листків не зовсім симетричні, не нагадують пташині крила. 